# Messzaliánusok
A messzaliánusok vagy eukhitészek egy Mezopotámiából származó  keresztény aszketikus csoportosulás volt, amely a 4. század közepén Szíriában, Kis-Ázsiában és Örményországban jelentkezett, és körülbelül a 9. századig létezett. Sok tekintetben hasonlítottak az audiánusokhoz . 

## Etimológia
Messzaliánus nevük a szír ܡܨܠܝܢܐ mṣallyānā szóból származik, amely imádkozót jelent, ugyanis állandó imádsággal és aszkézissel próbálták eltörölni a bűnnek még a gyökerét is.
Az eukhitész a görög fordításból ered: εὐχίτης , jelentése nagyjából ugyanaz mint a szír szóé.
Első feljegyzett vezetőjük Adelphius volt, így a közösséget adelphiánusok néven is nevezték.

## Tanításaik
Azt tanították, hogy Ádám eredendő bűne miatt minden ember lelke egy megszálló démonnal született, amely bűnre buzdítja az embereket, és amelyet sem a keresztség, sem az úrvacsora (vagy eucharisztia) nem tud elűzni. Azt is mondták, hogy Krisztus is démonnal született. A démon eltávolításának egyetlen módja a buzgó, állandó ima, szigorú aszkézissel (önmegtagadó) életmóddal kombinálva. Mint mondták, az ima kiűzi a gonosz szellemet, és így költözhet az emberi lélekbe a Szentlélek, egyesíti azt Istennel, és szabadítja meg az embert a szenvedélyektől.
Azt is tanították, hogy a szenvedélyein túllépő ember képes a fizikai szemével látni a Szentháromságot, ahogy a három isteni személy eggyé vált és bennük lakik. Ezeket a „lelki” embereket szinte isteni természetűnek tekintették, akik állításuk szerint olyan dolgokat láttak, amelyek a hétköznapi emberek számára láthatatlanok: szellemeket, démonokat és prófétai látomásokat.
Az imádságon kívül szinte mindent elhanyagoltak, és csak azért alkalmazkodtak egy hely vallási és polgári szokásaihoz, hogy elkerüljék az üldözést.
Elvetették a keresztséget, az oltári szentséget  és az egyházszervezetet.

## Elítélésük
Flavianus, Antiochia püspöke 376-ban ítélte el őket; 388-ban a Side-i szinódus; 426-ban egy konstantinápolyi zsinat; 431-ben pedig az epheszoszi harmadik általános zsinat.
A már korábban megkezdődött polémia során és zsinati elítélő határozatokban (melyek többsége a 431-es epheszoszi zsinaton született) azt hozták fel ellenük – a szíriai nyelv ismeretében alighanem jogtalanul – hogy lenézik a szentségeket, megvetik a munkát és az alvásba menekülnek. 
Kritikusaik vérfertőzéssel, kannibalizmussal és „kicsapongással” is vádolták őket (Örményországban a nevük jelentése kb. „mocskos”), de a mai valláskutatók elutasítják ezeket az abszurd állításokat.
Elűzték őket és templomaikat, kolostoraikat elpusztították. Theodosius 428-ban, mint eretnekek ellen, törvényt hozott ellenük, de mindazonáltal még évszázadokig fennmaradtak és olyan későbbi csoportokat befolyásoltak, mint a bogumilok és a katharok. 